# Francesca Di Battista
Francesca Di Battista (Roma, 31 agosto 1980) è un'ex cestista italiana.
Playmaker di 175 cm, ha giocato in Serie A1 con San Raffaele e Messina.

## Palmarès
- Campionato italiano di Serie A2: 1
San Raffaele Basket: 2005-2006